# Loczkowanie
Loczkowanie – technika czesania włosów polegająca na nawijaniu pasm wokół palca i mocowaniu specjalnymi klipsami. Na przedniej części porostu loki nawija się rzędami od linii przedziałka w przeciwnych kierunkach – jeden rząd w prawo, drugi w lewo. Na szczycie i tylnej części głowy należy nawijać ukośnie łącząc pierwszy rząd z prawej strony głowy z trzecim rzędem po lewej stronie głowy, następnie kolejno 2 z 4, 3 z 5. Po wysuszeniu i wyszczotkowaniu włosów uzyskuje się fale.
Loczki płaskie stosowane są przy modelowaniu fryzury o dużej objętości, w której loki są odbite od skóry głowy. Aby wykonać lok płaski, oddziela się pasmo włosów, wyczesuje je, owija wokół palca od końcówek po nasadę, delikatnie zsuwa i układa płasko na skórze mocując klipsem.
Loczki spiralne stosowane są przy modelowaniu fryzury, w której loki przylegają do skóry głowy. Fryzura nabiera objętości na 2/3 długości włosów. Ta technika umożliwia uzyskanie loków o ładnym, naturalnym skręcie. Aby wykonać lok spiralny oddziela się pasmo włosów, wyczesuje je, owija  wokół palca od nasady po koniec, delikatnie zsuwa i układamy płasko na skórze mocując klipsem.
Zasadniczo loki mocuje się specjalnymi klipsami, klips nie powinien przyciskać wszystkich włosów w loczku, aby nie pozostawić wyraźnych odcisków na włosach. Można również nawinąć włosy na wałki, podobnie jak przy loczkowaniu. Często postępuje się w ten sposób w przypadku włosów długich lub naturalnie kręconych. Nawijanie loków należy do klasycznych technik fryzjerskich i umożliwia tworzenie wielu różnych, oryginalnych i bardzo kobiecych fryzur. Jeżeli do nawijania papilotów używa się wałków, należy pamiętać, że średnica wałka determinuje późniejszą puszystość fryzury i wielkość loków. Rodzaj lokówek dobiera się odpowiednio do projektowanego uczesania.